# Microthoron miricornis
Microthoron miricornis är en stekelart som beskrevs av Lubomir Masner och Lars Huggert 1979. Microthoron miricornis ingår i släktet Microthoron och familjen Scelionidae. Inga underarter finns listade i Catalogue of Life.